# Poecilognathus alterans
Poecilognathus alterans är en tvåvingeart som först beskrevs av Samuel Wendell Williston  1901.  Poecilognathus alterans ingår i släktet Poecilognathus och familjen svävflugor. Inga underarter finns listade i Catalogue of Life.